# Oenothera albicaulis
Oenothera albicaulis är en dunörtsväxtart som beskrevs av John Fraser. Oenothera albicaulis ingår i släktet nattljussläktet, och familjen dunörtsväxter. Inga underarter finns listade i Catalogue of Life.

## Bildgalleri

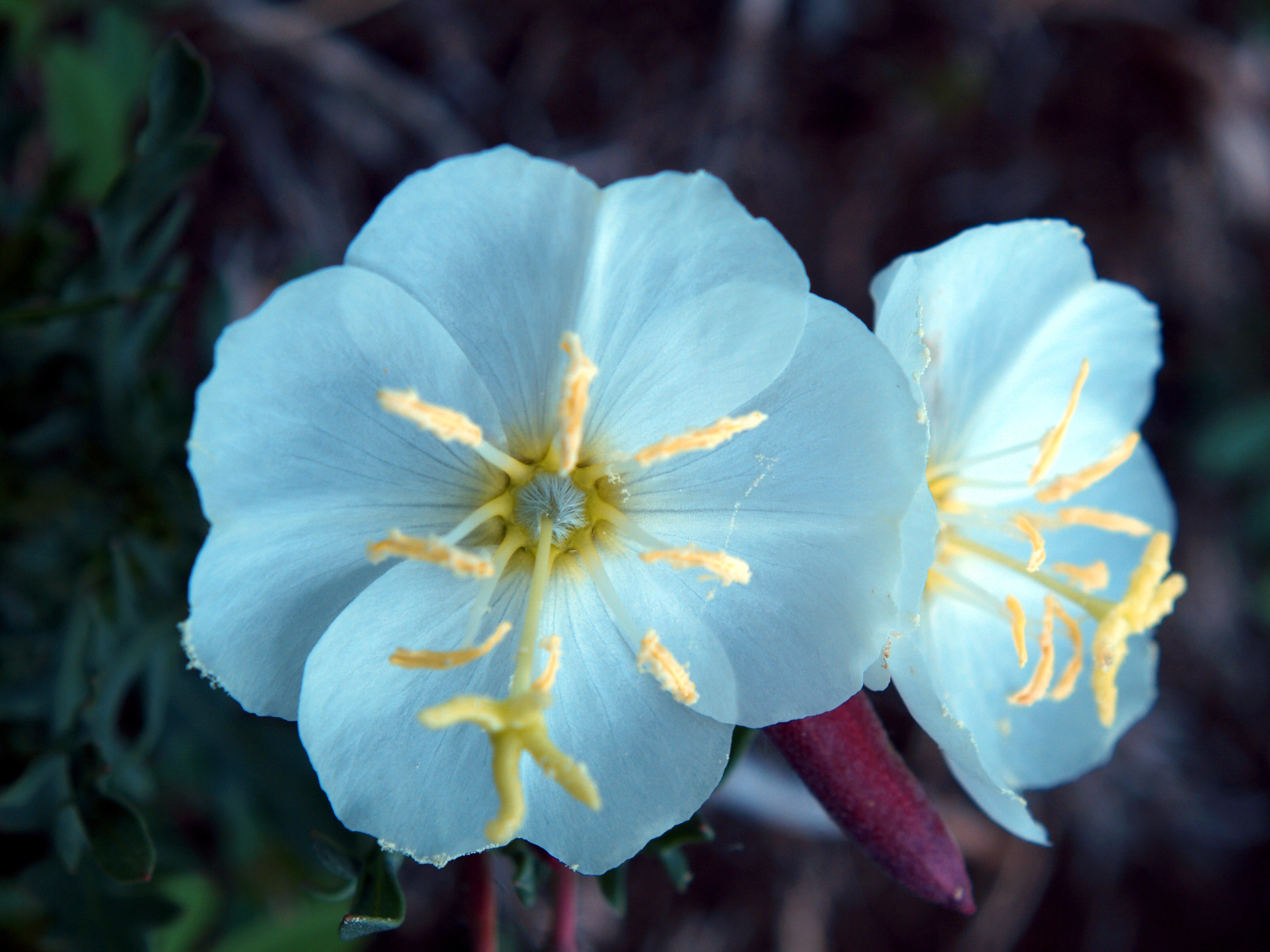